# 杨一之
杨一之（1912年—1989年），笔名杨先堉，男，四川潼南人，中国西方哲学史家，曾任中国社会科学院哲学研究所研究员。